# هيرمان إل. همفري
هيرمان إل. همفري (بالإنجليزية: Herman L. Humphrey)‏ هو محامي وقاضي وسياسي أمريكي، ولد في 14 مارس 1830 في كاندور في الولايات المتحدة، وتوفي في 10 يونيو 1902 في هدسون في الولايات المتحدة. حزبياً، نشط في الحزب الجمهوري. وقد انتخب عضو جمعية ولاية ويسكونسن وانتخب عضو مجلس ولاية ويسكونسن وانتخب عضو مجلس النواب الأمريكي.